# Festivalbar 2004 (compilation)
Festivalbar 2004 è una compilation di brani musicali famosi nel 2004, pubblicata nell'estate di quell'anno in concomitanza con l'edizione omonima del Festivalbar. La compilation, in realtà divisa in due diverse pubblicazioni e differenziata con copertine "rossa" e "blu", è composta da quattro cd da 17 tracce l'uno, e i dischi sono equamente divisi, due nella "rossa" e due nella "blu".
La versione blu è stata pubblicata dall'etichetta Warner Music Italy, mentre la rossa dalla EMI.

## Compilation rossa

### Disco 1
1. Tiziano Ferro - Ti voglio bene
2. The Black Eyed Peas - Hey Mama
3. Lionel Richie - Just for You
4. Jamelia - Thank You
5. Phoenix - Everything Is Everything
6. Blue - A chi mi dice
7. Nelly Furtado - Try
8. Joss Stone - Super Duper Love
9. Aventura - Cuando volveras
10. Christina Milian - Dip It Low
11. Francesco Renga - Ci sarai
12. Kelis - Trick Me
13. Caparezza - Vengo dalla Luna
14. Daniele Groff - Come sempre
15. Janet Jackson - All Nite (Don't Stop)
16. Jamie Cullum - The Wind Cries Mary
17. Vasco Rossi - Buoni o cattivi

### Disco 2
1. Zucchero Fornaciari - Il grande Baboomba
2. Lenny Kravitz - Where Are We Runnin'?
3. N.E.R.D - She Wants to Move
4. The Rasmus - First Day of My Life
5. Biagio Antonacci - Convivendo
6. Kaleidoscópio - Você me apareceu
7. Lene Marlin - Sorry
8. Max Gazzè - Annina
9. Z-Star - Lost Highway
10. Mario Venuti - Nella fattispecie
11. Eiffel 65 - Voglia di Dance All Night
12. Luka - Tô nem aí
13. Neffa - Lady
14. Emma Bunton - Maybe
15. Simone - Il mondo che non c'è
16. Gabin - Mr. Freedom
17. Norah Jones - Sunrise

## Compilation blu

### Disco 1
1. Avril Lavigne - Don't Tell Me
2. Piero Pelù - Prendimi così
3. Anastacia - Left Outside Alone
4. Max Pezzali - Lo strano percorso
5. Michael Bublé - Come Fly with Me
6. Jet - Are You Gonna Be My Girl
7. Mousse T. - Is It 'cos I'm Cool?
8. Dido - Don't Leave Home
9. Eamon - Fuck It (I Don't Want You Back)
10. Paolo Meneguzzi - Baciami
11. The Darkness - Love Is Only a Feeling
12. Paola & Chiara - Blu
13. The Calling - Our Lives
14. J-five - Modern Times
15. Daniele Ronda - Come pensi che io
16. Veronica Lock - Silenzioso imbroglio
17. Kevin Lyttle - Turn Me On

### Disco 2
1. Alanis Morissette - Everything
2. Pino Daniele - Pigro
3. The Corrs - Summer Sunshine
4. Raf - In tutti i miei giorni
5. Britney Spears - Toxic
6. Articolo 31 - Senza dubbio
7. Maroon 5 - This Love
8. Mango - Ti porto in Africa
9. Beyoncé - Naughty Girl
10. Muse - Time Is Running Out
11. Patrice  - Sunshine
12. Le Vibrazioni - Sono più sereno
13. Alexia - You Need Love
14. The Streets - Fit but You Know It
15. Zeropositivo - Fasi
16. Max De Angelis - Nuda
17. Sean Paul - Gimme the Light

## Classifiche

### Versione rossa
| Classifica (2004)                     | Posizione |
| ------------------------------------- | --------- |
| Classifica degli album italiana       | 1         |
| Classifica di fine anno italiana 2004 | 14        |

### Versione blu
| Classifica (2004)                     | Posizione |
| ------------------------------------- | --------- |
| Classifica degli album italiana       | 1         |
| Classifica di fine anno italiana 2004 | 11        |